# Grenville (Grenada)
Grenville – miasto w Grenadzie; we wschodniej części wyspy Grenada; stolica parafii Saint Andrew; 2411 mieszkańców (2013); trzecie co do wielkości miasto kraju.